# FAKE MOTION -卓球の王将-
『FAKE MOTION -卓球の王将-』（フェイク・モーション）は、2020年4月9日（4月8日深夜）から5月28日（5月27日深夜）まで日本テレビで放送した連続ドラマ。続編として、第2シリーズが2021年1月21日（1月20日深夜）から3月11日（3月10日深夜）まで同時間帯で放送していた。
本項では、2020年から続いている舞台作品・およびそれらを主軸とした総合エンターテインメントプロジェクトである『FAKE MOTION -卓球の王将-』についても併せて説明する。

## 概要
EBiDANによる新たな総合エンタテインメントプロジェクト「FAKE MOTION -卓球の王将-」の一環として企画・制作され、テレビドラマ、漫画、音楽、舞台、SNSなど様々なメディアで展開する完全オリジナル作 。
登場人物の名前は第1シリーズの登場人物は幕末に活躍した人物の、第2シリーズの登場人物は戦国武将や関係者の名前に由来している。

## あらすじ
時代は20XX年。空前の卓球ブームにより“卓球戦国時代”と化した東京。勉強や喧嘩の強さではなく卓球の勝敗で優劣を決められてしまう世界で東東京の頂点に君臨する薩川大学付属渋谷高校は、東東京全ての高校を理不尽に支配している。そんな時代を終わらせるべく、王者薩川に戦いを挑むのが恵比寿長門学園、通称エビ高。激しいピンポンバトルを繰り広げる高校生たちの熱い戦いや友情を描く。

### FAKE MOTION –卓球の王将- (第1シリーズ)
高杉律が起こした暴行事件により半年間試合出場禁止となった恵比寿長門学園は、格上高校から理不尽な仕打ちを受けていた。ある日、その鬱憤を卓球部員からぶつけられていたところ、卓球部部長・松陰久志は高杉律のギフテッドに気付き、卓球部へスカウトする。高杉律の幼馴染であり、卓球部エースの桂光太郎は薩川大学付属渋谷高校との最終決戦に自らが原因で敗北したことを悔み、再戦を願っていた為、半年間試合禁止の原因となった高杉律を許すことができず、入部を反対していた。 出場禁止が解けた頃、松陰は律の暴行事件に薩川大学付属渋谷高校が関与している事を知る。松陰からケンカは出来ないが卓球で勝負しようと言われ、律は卓球部に入部し、卓球で悲しむ人がいない時代を作る覚悟を決める――――

### FAKE MOTION –たったひとつの願い- (第2シリーズ)
恵比寿長門学園（以下エビ高）が東京の頂点に立ち、戦いに終止符が打たれ、「自由な卓球」を楽しむ時代となった半年後。都立八王子南工業高校部長・近藤勇美は、大阪の頂点である天下布武学園（以下天下布武）との試合に敗れた。天下布武の部長・織田佐之助は、近藤を誰よりも慕う土方歳鬼の前で二度と卓球ができない制裁を与える。命より大切な家族を傷つけられた土方は織田への復讐を誓い、かつてライバルだったエビ高の井上絞太・伊藤俊介、失われた友情を取り戻す為に共に戦うことを決めた元天下布武エース・明智十兵衛とエビ高連合軍を結成し、戦うことを決意する――――

## 登場人物

### 恵比寿長門学園
- 情熱的な攻めの卓球を得意とする新進気鋭。通称エビ高。
- メンバーの多くは幕末の長州藩士の名前が由来となっている。
- チームカラーは青。テーマソングは『疾風迅雷』。

#### エビ高卓球部
高杉 律（たかすぎ りつ）
演 - 佐野勇斗（幼少期：佐藤大志）
名前の由来は高杉晋作。
2年生。通称リッツ。2月11日生。苦手な食べ物はしめじ。
格上高校相手に起こした暴行事件が原因で学校中から非難され孤立していた中、松陰久志に声を掛けられたことをきっかけに卓球部に入部。松陰を支え、桂光太郎と共にエビ高と東東京を代表する存在となる。理不尽を許さず弱きものを絶対に見捨てない性格の為、問題を起こしやすく誤解を招くこともあるが、仲間思いで心優しい。
天下布武学園が侵略して来た際は光太郎とともに一時行方不明となるが、2人で東京を巡り各校に助太刀していた。エビ高連合軍として戦った後は卓球で支配されている人たちを救うために光太郎と日本全国を回っている。
特殊能力（ギフテッド）は打球の音を聞き分け、球が弾む方向が予知出来る「0.1秒後の世界」。その為普段から非常に耳が良く、校舎の1階から屋上のケンカをする音が聴こえたり、遠くの会話を聴くことも出来るが、精神状態によっては能力が発揮できないこともある。
桂 光太郎（かつら こうたろう）
演 - 古川毅（幼少期：山谷梨温）
名前の由来は桂小五郎。
エース。2年生。通称コウ様。3月3日生。
高杉律の幼馴染。雷が大の苦手。昔は律に憧れ、目標としてたが、ある事件がきっかけて仲違いしていた。和解後も律には素直になれずぶっきらぼうになることもあるが、信頼関係は強く、共にエビ高と東東京を支えている。一人で抱え込みがちな律をもどかしく思っており、一見クールに見えるがとても内面は情熱的で仲間思い。
天下布武学園が侵略していた際、律とともに一時行方不明となるが、2人で東京を巡り各校に助太刀していた。その後律と共にエビ高連合軍として戦った後、卓球で支配されている世の中を変えるために全国を回っている。
とある出来事をきっかけに、球を打つべきコースが見える特殊能力（ギフテッド）「スターゲイザー」を身に着ける。
松陰 久志（まつかげ　ひさし）
演 - 北村匠海
名前の由来は吉田松陰。
部長。3年生。2月16日生。
高杉の秘めた特殊能力（ギフテッド）に気付き、卓球部へスカウトした。掴みどころがなく飄々とした雰囲気で真意が読みづらい時もあるが、部員からの信頼は厚い。卓球で支配される世の中を変えるべく同じ志を持つ高杉律に協力を乞うことになる。薩川大学付属渋谷高校の島津と因縁がある。
特殊能力（ギフテッド）は鼻歌で相手のあらゆる感覚を奪うと同時に極限まで自分の潜在能力を引き出す「無音の絶対時間」。但し、身体への負担が非常に大きいリスクがある。
日下 丈道（くさか　たけみち）
演 - 橘柊生
名前の由来は吉田松陰の義弟・久坂玄瑞。
副部長。3年生。通称タケさん。4月6日生。
誰に対してもフランクで親しみやすく、落ち着いている。後輩の面倒見も良く、エビ高卓球部の縁の下の力持ち的存在。
井上 紋太（いのうえ　もんた）
演 - 田中洸希
名前の由来は井上馨。
1年生。通称モンキー。6月19日生。
明るく元気で部内のムードメーカー的存在。YouTuberでもある。『モンキースペシャルスマッシュ〇〇』と言ってスマッシュを打つ事が多い。
天下布武学園が現れてからは、不在の高杉律たちに代わり、エビ高連合軍の主要メンバーとして東東京を守るべく立ち上がる。
伊藤 俊介（いとう　しゅんすけ）
演 - 吉澤要人
名前の由来は初代総理大臣・伊藤博文。
1年生。通称トビー。8月27日生。
内向的な性格で声が小さいが卓球にかける情熱は熱く、静かに努力している。モンキーと仲が良い。ツッコミは鋭く、時々毒舌なところも見せる。練習中などは眼鏡を掛けているが、試合では眼鏡を外すこともある。
薩川戦以降はハッキリと自分の意見を言うようになり、天下布武学園が現れてからはモンキーとともにエビ高連合軍として立ち上がる。
斉藤 快
演 - 山中柔太朗
二軍。2年生。11月23日生。
桑田 楽
演 - 富本惣昭
二軍。1年生。5月16日生。
槇原 遊
演 - 髙松アロハ
二軍。1年生。2月28日生。
伊達 道久
演 - 小泉光咲
FAKE MOTION 2022 SMR LIVE SHOWのみの登場。
名前の由来は伊達政宗の弟・伊達政道。
エビ高に転校してきた1年生。最上、佐竹らと共に卓球部への体験入部を申し出る。梵天丸高校の伊達竜宗の弟。
最上 光義
演 - 長野凌大
FAKE MOTION 2022 SMR LIVE SHOWのみの登場。
名前の由来は最上義光。
道久の親友。1年生。
佐竹 昭彦
演 - 近藤駿太
FAKE MOTION 2022 SMR LIVE SHOWのみの登場。
名前の由来は佐竹義重。
道久の親友。1年生。

#### その他の生徒
倉本
演 - 髙田彪我 （幼少期：岩田琉生）
高杉律と桂光太郎の幼馴染。
山田
演 - 田中雅功
高杉律と桂光太郎の幼馴染。
アイ
演 - 飯窪春菜
エビ高女子3人組の1人。卓球部の練習や試合に顔を出しては選手や技の解説をする。他校にも出没。
マイ
演 - 谷岸玲那
エビ高女子3人組の1人。卓球部の練習や試合に顔を出しては選手や技の解説をする。他校にも出没。
ミイ
演 - 中江早紀
エビ高女子3人組の1人。卓球部の練習や試合に顔を出しては選手や技の解説をする。他校にも出没。

### 薩川大学付属渋谷高校
- 激戦区東東京の頂点に君臨し"完全無欠の王者"と呼ばれるインターハイ常連高。傘下の高校を率い理不尽な仕打ちを重ね、東東京の高校全てを支配していた。通称薩川。
- メンバーの多くは幕末の薩摩藩士の名前が由来となっている。
- 他の高校は複数のEBiDANグループメンバーや俳優で構成されているが、薩川のみ唯一超特急のみ(オリジナルメンバーの6人)で構成されている。
- チームカラーは白。テーマソングは『BEAT of ENERGY』。

島津 晃（しまづ あきら）
演 - 小笠原海
名前の由来は薩摩藩11代当主・島津斉彬。
部長。3年生。7月24日生。
薩川を率いるカリスマ的存在。常に強く、毅然としており、秩序の為には徹底した支配が必要だと考えているが、必要であればその伝統を覆す判断をとる事もある。恵比寿長門学園の松陰と因縁がある。
エビ高に敗れた後は、東京の同志としてエビ高のピンチにはいつでも手を貸すと誓い、エビ高に謙信ソルト電子工学院が乗り込んできた際には西郷たちと共に約束通り力を貸すことになる。
特殊能力（ギフテッド）は異常な体温から発生する靄で相手の視界を奪うスマッシュ「白霧島」。
西郷 吉之助（さいごう よしのすけ）
演 - 草川拓弥
名前の由来は西郷隆盛の通称名。
エース。2年生。11月15日生。
マイペースで普段はぼんやりしているが、卓球の才能に恵まれ今まで一度も負けた事が無い。一方で恵まれた才能故の孤独を感じており、大久保や海江田のように苦難に挫けず努力し、他人から慕われる人間に憧れを持つ。対戦した高杉律を共に並び立つ存在として認めることになる。
特殊能力（ギフテッド）は炎を纏う程強烈なスピンがかかった球で相手のラケットを吹き飛ばす「ボルケーノスマッシュ」。
大久保 利一（おおくぼ りいち）
演 - 福田佑亮
名前の由来は大久保利通。
副部長。愛称はリーチ。2年生。
部長になるという野心に燃えており、部内の執務までこなしながら誰よりも練習を積み重ねる努力家。一軍・二軍関係無く、部員達からとても愛されている人物。
特殊能力（ギフテッド）を持っていないのにもかかわらず、ギフテッド持ちと互角に渡り歩いたエビ高戦を見たドイツのプロリーグチームからスカウトを受け、島津からの後押しもありドイツへ留学する。
海江田 翔（かいえだ しょう）
演 - 松尾太陽
名前の由来は海江田信義。
マネージャー。3年生。10月10日生。
元々は選手として入部したが、才能の壁にぶつかり断念。非常に真面目で細やかな性格を活かしてマネージャーとして部を支えている。
とある一件がきっかけで特殊能力（ギフテッド）に目覚め「旋律の迷宮」を習得する。物体に音を吸収させ、衝撃を与えた瞬間、相手に音符を可視化させる事が出来るが、効果はそれだけだった為卓球では何の役にも立たなかった。
インターハイの開催が決定し、ドイツ留学中の大久保の代わりに一軍入りを果たす。とある事件で利き腕の右腕を負傷するが、左腕でも戦えるよう努力を重ねている。
中村 ジローラモ（なかむら じろーらも）
演 - 村田祐基
名前の由来は桐野利秋の別名・中村半次郎。
3年生。12月20日生。
イタリア人の血を持ち、卓球や仲間に対して情熱とクールさを兼ね備えている。カタコトで大袈裟に振る舞い場を和ませる卓球部のムードメーカー。しかし、実は日本に来てから10年が経っており、カタコトなのはキャラ付けでは無いかという噂がある。
小松 武明（こまつ たけあき）
演 - 船津稜雅
名前の由来は小松清廉。
3年生。6月2日生。
寡黙であまり感情の起伏が無いように見えるが、仲間の事には少し熱くなってしまう性格の持ち主。職人気質でプレイも緻密。

### 都立八王子南工業高校
- 治外法権の西東京で頂点に立つ、硬い絆で結ばれたダークホース校。通称八王子。
- 東東京の侵略を目論みエビ高に果たし状を突きつける。メインメンバー5人は、全員同じ養護施設で育てられた。
- メンバーは新撰組の隊士の名前が由来となっている。
- チームカラーは黒。テーマソングは『Say My Name』。

近藤 勇美（こんどう いさみ）
演 - 森崎ウィン
名前の由来は新選組局長・近藤勇。
部長。3年生。通称マザー。6月22日生。
幼少期に養護施設で共に育った土方や沖田たちのために自ら母親、「マザー」となった。試合の時は強く勇ましいが、普段の立ち振る舞いは女性らしい。皆から慕われており、愛情深く、家族のように部員達を愛する母親のような存在。仲間を何より大切にし、守り抜く戦士のような強さを備え持つ。
実家は温泉宿を経営している。両親が亡くなり、経営不振に陥っていた宿に借金取りが出入りするようになり、安全の為祖父母によって養護施設に預けられていた。
侵略して来た天下布武学園に敗れ、土方の目の前で織田佐之助により右腕を負傷させられる。
土方 歳鬼（ひじかた としき）
演 - 板垣瑞生
名前の由来は新選組副長・土方歳三。
副部長。3年生。通称トシ。8月21日生。
天涯孤独の為近藤を母親とも父親とも認めており、妄信的に慕っている。近藤の為なら命も惜しまない。普段は冷静だが直情的な面もあり、近藤が関わると周りが見えなくなる。本名は「歳生」だが、ある事件をきっかけに「歳鬼」と名乗るようになった。
第2シリーズの主人公。
天下布武学園により目の前で近藤が傷つけられたことで復讐心に燃え、特殊能力（ギフテッド）に目覚める。明智十兵衛と出会い、井上紋太、伊藤俊介と共にエビ高連合軍を結成し、天下布武学園に立ち向かうことになる。
ギフテッドは「刀剣切首（ジャック・ザ・リッパー）」。切り裂くような鋭い打球を放つが、腕への負担が非常大きく、打てる打数に限りがある。
沖田 彩（おきた あや）
演 - 矢部昌暉（幼少期：柴崎楓雅）
名前の由来は沖田総司。
エース。2年生。通称アヤ。3月14日生。
幼い頃に母親に捨てられ施設で育ち、同級生に虐められていたところを近藤たちに助けられる。言動が幼く、チームメイトにも可愛がられているマスコット的存在。育った環境の為、他人の複雑な感情を理解することに乏しいところがある。
特殊能力（ギフテッド）は相手の感情を色で読み取る「カラージャッジ」。
市村 辰（いちむら たつ）
演 - 泉大智
名前の由来は市村辰之助。
2年生。9月29日生。
市村哲の双子の兄。弟の哲のことはブラザーと呼ぶ。
市村 哲（いちむら てつ）
演 - ジャン海渡
名前の由来は市村鉄之助。
2年生。9月29日生。
市村辰の双子の弟。天下布武が八王子に乗り込んできた際に負傷。その後は浅草雷門高校の木曽と共に諜報部としてエビ高連合軍を支える。

### 浅草雷門高校
原田 頼朝
演 - 加藤諒
部長。3年生。
木曽 義雄
演 - 池田彪馬
副部長。2年生。4月30日生。
天下布武学園に敗北後、諜報部としてエビ高連合軍を支える。

### 代官山高校
後藤 洋二郎
演 - 坂口涼太郎
名前の由来は後藤象二郎。3年生。
板垣 進介
演 - 尾北翼
名前の由来は板垣退助。1年生。

### 御茶ノ水栄明学院高校
演 - 一條恭輔
演 - 髙野光希
演 - 濱田がっく岳
演 - 田中光輔
演 - 成田マイケル理希
演 - 金芝慶太

### その他
坂本リョウ
演 - 仲田博喜
名前の由来は坂本竜馬。
松陰久志の主治医。桂光太郎のギフテッドを生み出した。

### 天下布武学園
- 第2シリーズから登場。
- 大阪の頂点。絶対的恐怖による支配で天下統一するべく、東京に侵略する。
- チームカラーは紫。テーマソングは『エンドゲーム』。

明智十兵衛
演 - 草川直弥
元エース。3年生。3月30日生。
織田たちとは別行動をとる中、土方歳鬼と出会い、エビ高合軍に加わる。クールで冷静沈着だが内面は心優しく繊細。復讐心に燃える土方を心から心配しており、土方がギフテッドを操れるよう特訓に協力する。
かつては天下布武学園のエースとしての実力を妬まれ、今川に退部を迫られていたところを転校してきた織田に助けられた。斯波とは幼少期に同じチームで卓球をしていたが、斯波が卓球を避けるようになってからは疎遠だった。その後、織田・斯波と行動を共にするようになり3人で卓球を心から楽しむようになるが、織田が心を失ったことにより道を分かつことになる。
特殊能力（ギフテッド）は、強い怒りの感情を込めることで破壊力のある打球を打つ「アンガー・ノーマネジメント」。
織田佐之助
演 - 荒牧慶彦
部長。3年生。5月5日生。
寡黙で他人を圧倒する雰囲気を持つ。斯波真一に憧れ、一緒に卓球をする為天下布武学園へ転校してきた。転校当時は陽気で明け透けな人懐こい性格で斯波や明智たちに大きな影響を与え、当時信玄明王の傘下にあった天下布武学園を大阪の頂点へと導いた。
とある事件をきっかけに心を失い、人の心が読める特殊能力（ギフテッド）を身に着けた。
今川義富
演 - 廣瀬智紀
元部長。3年生。11月7日生。
強いものに媚びへつらい、弱いものは虐め抜く性格。エースだった明智十兵衛を目の敵にしており理由をつけて退部を迫っていたが、織田が入部してきたことで阻止。一時は上杉天真の下についていたが、上杉が織田に敗北した後は織田佐之助に従っている。
斯波真一
演 - 定本楓馬
3年生。10月22日生まれ。
かつては卓球の五輪代表選手として第一線で戦っていたが引退。自分自身が「卓球戦国時代」と発言したことを発端に、卓球で人が支配される時代になってしまったことを悔いている。織田に出会い、行動を共にするようになるうちに卓球戦国時代の渦中に飲まれていく。
滝川勝
演 - 森田桐矢
3年生。12月8日生まれ。
今川が部長だった当時に明智を庇って一度は退部させられるが、織田たちと共に謀反を起こす。織田が心を失った後は織田のことを心配しながらも従っている。
丹羽秀樹
演 - 山縣悠己
3年生。7月31日生まれ。
今川が部長だった当時に明智を庇って一度は退部させられるが、織田たちと共に謀反を起こす。織田が心を失った後は織田のことを心配しながらも従っている。関西弁を話す陽気な性格。
三木蘭丸
演 - 宮世琉弥
1年生。
仙道利休
演 - 大倉空人
1年生。変装と諜報活動を得意とする。関西弁を話す。

### 謙信ソルト電子工学院
- 第2シリーズから登場。
- 現大阪No.2の学校。天下布武学園に敗れるまでは信玄明王高校と並ぶ大阪No.1だった。
- テーマソングは『SMASH』。

上杉天真
演 - 染谷俊之（ドラマ）、高橋祐理（舞台）
部長。3年生。9月11日生。
天下布武学園のマネージャーとして潜入していた。いつも笑みをたたえ物腰が柔らかく、一見穏やかに見えるが、実は狡猾かつ残虐な性格で自身の目的達成のためには他人を利用したり傷つけることを一切厭わない。織田に敗北した後は天下布武学園に付き従っている。
特殊能力（ギフテッド）は、人の体内の周波数を読み取り、その身体を操ることのできる「完全支配（パーフェクト・マエストロ）」。また、織田と同様人の心が読める特殊能力（ギフテッド）も持っているが織田に敗北後は使用していない。
北条忠則
演 - 田村升吾
3年生。4月22日生。
真の部長・上杉天真が天下布武学園に潜入している時は部長をしていた。上杉同様狡猾で残忍な性格。
山浦孝之
演 - 関哲汰
3年生。12月25日生。
直江智弘
演 - 山下永玖
3年生。8月16日生。
柿崎仁
演 - 上村謙信
3年生。6月8日生。
宇佐美礼一
演 - 高尾颯斗
3年生。12月3日生。
甘粕信太郎
演 - 沢村玲
3年生。9月3日生。

### 信玄明王高校
- 第2シリーズから登場。
- 南大阪の頂点に立ち、天下布武学園などを従えていた。
- テーマソングは『花鳥風月 - Beauty of Nature -』。

武田不動
演 - 玉城裕規
部長。3年生。8月4日生。
かつては日本代表の卓球選手だったため斯波とは旧知の仲。常に美しくあることを信条とし、それを曲げるくらいなら死すら厭わない。
真田空
演 - 志村玲於
3年生。5月27日生。
武田を慕う双子の兄。いつも巨大なダンベルを持っている。
真田海
演 - 杢代和人（ドラマ）、岡本侑樹（舞台）
3年生。5月27日生。
武田を慕う双子の弟。

### 梵天丸高校
- FAKE MOTION 2022 SMR LIVE SHOWで登場。
- 東北に拠点を構える高校。
- テーマソングは『夢幻泡影』。

伊達竜宗
演 - 武藤潤
部長。3年生。特殊能力（ギフテッド）「夢幻泡影」の使い手で「東北の独眼竜」と恐れられる。伊達道久の兄。
片山虎十郎
演 - 松村和哉
マネージャー。3年生。伊達竜宗の親友にして右腕。
支倉恒美
演 - 米尾賢人
梵天丸高校の若きエース。欧州帰りの帰国子女。
岩城孝雄
演 - 桜木雅哉
ムード―メーカー。大食いで美味しいものに目がない。
鬼庭元吉
演 - 柴崎楽
伊達の強引なやり方に不満を抱いている。
源田宗親
演 - 飯島颯
血の気の多い性格。派手好きでファッションリーダー。
屋代景伸
演 - 柏木悠
癒し的存在。天然で失敗も多い。
国分茂人
演 - 伊藤壮吾
梵天丸の重鎮。伊達も一目置く実力者。

## スタッフ（ドラマ）
- 企画・原案：汐留ヱビス商店街「FAKE MOTION -卓球の王将-」
- 主題歌：FAKE MOTION　/　King of Ping Pong
- 語り: 花江夏樹
- 監督：河合勇人 （第1シリーズのみ）、千村利光（第1シリーズのみ）、滝本憲吾（第2シリーズのみ）
- 脚本：小山正太 、杉原憲明（第2シリーズのみ）、山下すばる（第2シリーズのみ）
- 音楽：牧戸太郎
- 振付：あさづきかなみ
- エグゼクティブプロデューサー：沢桂一、藤下良司
- 制作：南波昌人、高谷和男 （第1シリーズのみ）、鈴木謙一
- 企画プロデュース：植野浩之、川邊昭宏
- プロデューサー：前田直敬 、水田貴久（第1シリーズのみ）、森田美桜、小野陽子（第2シリーズのみ）
- アソシエイトプロデューサー（第2シリーズのみ）：室屋睦、鎌田知宏、マスタニマサヒコ
- 企画制作：汐留ヱビス商店街
- 制作プロダクション：AOI Pro.
- 製作著作：FAKE MOTION 製作委員会

## 放送日程

### 第1シリーズ
| 話数  | 放送日       |
| ----- | ------------ |
| 第1話 | 2020年4月9日 |
| 第2話 | 4月16日      |
| 第3話 | 4月23日      |
| 第4話 | 4月30日      |
| 第5話 | 5月7日       |
| 第6話 | 5月14日      |
| 第7話 | 5月21日      |
| 第8話 | 5月28日      |

### リピート放送
第2シリーズの放送に先駆け、第1シリーズのリピート放送が下記スケジュールでされた。
- 「FAKE MOTION -卓球の王将-」一挙放送 パート1（＃１～３）（日本テレビ、静岡第一テレビ 2020年12月27日 1:59 - 3:29）[5]
- 「FAKE MOTION -卓球の王将-」一挙放送 パート2（＃４～５）（日本テレビ、静岡第一テレビ 2020年12月28日 2:29 - 3:29）[5]
- 「FAKE MOTION -卓球の王将-」一挙放送 パート3（＃６～８）（日本テレビ、静岡第一テレビ 2020年12月29日 1:35 - 3:05）[5]

（上記放送スケジュールに合わせ、TVerでも配信された）

### 第2シリーズ
| 話数        | 放送日        | サブタイトル                 | 備考              |
| ----------- | ------------- | ---------------------------- | ----------------- |
| 特別編 前編 | 2021年1月21日 |                              | シーズン1の総集編 |
| 特別編 後編 | 1月28日       |                              | シーズン1の総集編 |
| 第1話       | 2月4日        | 東京侵略                     |                   |
| 第2話       | 2月11日       | 僕らが信じるもの             |                   |
| 第3話       | 2月18日       | 一筋の希望                   |                   |
| 第4話       | 2月25日       | 大阪・天下布武学園 誕生 前編 |                   |
| 第5話       | 3月4日        | 大阪・天下布武学園 誕生 後編 |                   |
| 第6話       | 3月11日       | 遥か高みへ                   |                   |

## 放送局

### 第1シリーズ
| 放送局     | 放送期間               | 放送日時                    |
| 日本テレビ | 2020年4月9日 - 5月28日 | 木曜0:59 - 1:29（水曜深夜） |
| 福岡放送   | 2020年4月19日 - 6月6日 | 日曜1:30 - 2:00（土曜深夜） |
| ---------- | ---------------------- | --------------------------- |

### 第2シリーズ
| 放送局         | 放送期間                | 放送日時                    |
| 日本テレビ     | 2021年1月21日 - 3月11日 | 木曜0:59 - 1:29（水曜深夜） |
| 静岡第一テレビ | 2021年1月21日 - 3月11日 | 木曜0:59 - 1:29（水曜深夜） |
| -------------- | ----------------------- | --------------------------- |

地上波放送終了後、Hulu・dTVにて見逃し配信。

## 関連商品
- FAKE MOTION –卓球の王将- Blu-ray（2020年7月29日発売、Virgin Music (ユニバーサル ミュージック合同会社)、品番：TYXT-10044/7）
- FAKE MOTION –卓球の王将- DVD（2020年7月29日発売、Virgin Music (ユニバーサル ミュージック合同会社)、品番：TYBT-10059/62）
- FAKE MOTION -たったひとつの願い- Blu-ray（2021年6月23日発売、Virgin Music(ユニバーサル ミュージック合同会社)、品番：TYXT-10048/51）
- FAKE MOTION -たったひとつの願い- DVD（2021年6月23日発売、Virgin Music (ユニバーサル ミュージック合同会社)、品番：TYBT-10063/6）

## 関連書籍
- ドラマ「FAKE MOTION －卓球の王将－」オフィシャルブック（2020年5月12日、S・D・P）

## 配信ドラマ

### FAKE MOTINON 湯けむり温泉卓球事件簿
Huluで2020年5月28日から毎週木曜日に配信された。恵比寿長門学園（エビ高）卓球部が薩川大学付属渋谷高校に勝負を挑んだ1カ月後に、両校と都立八王子南工業高校が親睦を深めるため温泉旅行をするオリジナルストーリー 。

#### キャスト（配信ドラマ）
桑原大志
演 - 松本大輝
近藤勇美の幼馴染。エビ高と共にやってきた近藤に果たし状を突き付け、事件に巻き込まれることになる。

#### 配信リスト
| 話数  | 配信開始日    | サブタイトル |
| ----- | ------------- | ------------ |
| 第1話 | 2020年5月28日 |              |
| 第2話 | 2020年6月4日  | 推理編       |
| 第3話 | 2020年6月11日 | 解決編       |

## 音楽作品

### FAKE MOTION
「FAKE MOTION」（フェイク　モーション）は、King of Ping Pongのシングル。2020年4月1日にVirgin Music (ユニバーサル ミュージック合同会社)から発売された。
収録曲
FAKE MOTION
歌唱メンバー
- 佐野勇斗（M!LK）
- 古川毅（SUPER★DRAGON）
- 北村匠海（DISH//）
- 松尾太陽（超特急）
- 森崎ウィン
- 板垣瑞生

疾風迅雷
歌唱メンバー
- 佐野勇斗（M!LK）
- 古川毅（SUPER★DRAGON）
- 北村匠海（DISH//）
- 橘柊生（DISH//）
- 田中洸希（SUPER★DRAGON）
- 吉澤要人（原因は自分にある。）

BEAT of ENERGY
歌唱メンバー
- 松尾太陽（超特急）

Say My Name
歌唱メンバー
- 森崎ウィン
- 板垣瑞生
- 矢部昌暉（DISH//）
- 泉大智（DISH//）
- ジャン海渡（SUPER★DRAGON）

### シングル
|     | 発売日       | タイトル                           | 規格        | 規格品番                 | 収録曲 |
| --- | ------------ | ---------------------------------- | ----------- | ------------------------ | --- |
| 1st | 2020年4月1日 | FAKE MOTION (恵比寿長門学園)       | CD+DVD      | TYCT-39121 (初回限定盤A) | - 01.FAKE MOTION - 02.疾風迅雷 - 03.FAKE MOTION（Instrumental） - 04.疾風迅雷（Instrumental）             |
| 1st | 2020年4月1日 | FAKE MOTION (恵比寿長門学園)       | CD+BOOK     | TYCT-39122 (初回限定盤B) | - 01.FAKE MOTION - 02.疾風迅雷 - 03.FAKE MOTION（Instrumental） - 04.疾風迅雷（Instrumental）             |
| 1st | 2020年4月1日 | FAKE MOTION (恵比寿長門学園)       | CD          | TYCT-39123 (通常盤)      | - 01.FAKE MOTION - 02.疾風迅雷 - 03.FAKE MOTION（Instrumental） - 04.疾風迅雷（Instrumental）             |
| 1st | 2020年4月1日 | FAKE MOTION (恵比寿長門学園)       | CD+DVD+BOOK | D2CE-5086 (3形態セット)  | - 01.FAKE MOTION - 02.疾風迅雷 - 03.FAKE MOTION（Instrumental） - 04.疾風迅雷（Instrumental）             |
| 1st | 2020年4月1日 | FAKE MOTION (薩川大学付属渋谷高校) | CD+DVD      | TYCT-39124 (初回限定盤A) | - 01.FAKE MOTION - 02.BEAT of ENERGY - 03.FAKE MOTION（Instrumental） - 04.BEAT of ENERGY（Instrumental） |
| 1st | 2020年4月1日 | FAKE MOTION (薩川大学付属渋谷高校) | CD+BOOK     | TYCT-39125 (初回限定盤B) | - 01.FAKE MOTION - 02.BEAT of ENERGY - 03.FAKE MOTION（Instrumental） - 04.BEAT of ENERGY（Instrumental） |
| 1st | 2020年4月1日 | FAKE MOTION (薩川大学付属渋谷高校) | CD          | TYCT-39126 (通常盤)      | - 01.FAKE MOTION - 02.BEAT of ENERGY - 03.FAKE MOTION（Instrumental） - 04.BEAT of ENERGY（Instrumental） |
| 1st | 2020年4月1日 | FAKE MOTION (薩川大学付属渋谷高校) | CD+DVD+BOOK | D2CE-5087 (3形態セット)  | - 01.FAKE MOTION - 02.BEAT of ENERGY - 03.FAKE MOTION（Instrumental） - 04.BEAT of ENERGY（Instrumental） |
| 1st | 2020年4月1日 | FAKE MOTION (都立八王子南工業高校) | CD+DVD      | TYCT-39121 (初回限定盤A) | - 01.FAKE MOTION - 02.Say My Name - 03.FAKE MOTION（Instrumental） - 04.Say My Name（Instrumental）       |
| 1st | 2020年4月1日 | FAKE MOTION (都立八王子南工業高校) | CD+BOOK     | TYCT-39122 (初回限定盤B) | - 01.FAKE MOTION - 02.Say My Name - 03.FAKE MOTION（Instrumental） - 04.Say My Name（Instrumental）       |
| 1st | 2020年4月1日 | FAKE MOTION (都立八王子南工業高校) | CD          | TYCT-39123 (通常盤)      | - 01.FAKE MOTION - 02.Say My Name - 03.FAKE MOTION（Instrumental） - 04.Say My Name（Instrumental）       |
| 1st | 2020年4月1日 | FAKE MOTION (都立八王子南工業高校) | CD+DVD+BOOK | D2CE-5088 (3形態セット)  | - 01.FAKE MOTION - 02.Say My Name - 03.FAKE MOTION（Instrumental） - 04.Say My Name（Instrumental）       |
| 1st | 2020年4月1日 | FAKE MOTION                        | CD+DVD+BOOK | D2CE-5085 (9形態セット)  | |

### FAKE MOTION -たったひとつの願い-
「FAKE MOTION -たったひとつの願い-」（フェイク　モーション -たったひとつのねがい-）は、King of Ping Pongの2ndシングル。2021年2月24日にVirgin Music (ユニバーサル ミュージック合同会社)から発売された。
収録曲
覚醒
歌唱メンバー
- エビ高連合軍
  - 板垣瑞生
  - 佐野勇斗（M!LK）
  - 古川毅（SUPER★DRAGON）
  - 田中洸希（SUPER★DRAGON）
  - 吉澤要人（原因は自分にある。）

エンドゲーム
歌唱メンバー
- 天下布武学園
  - 荒牧慶彦
  - 草川直弥（ONE N' ONLY）
  - 宮世琉弥
  - 大倉空人（原因は自分にある。）

花鳥風月 - Beauty of Nature -
歌唱メンバー
- 信玄明王高校
  - 玉城裕規
  - 志村玲於（SUPER★DRAGON）
  - 杢代和人（原因は自分にある。）

SMASH
歌唱メンバー
- 謙信ソルト電子工学院
  - 関哲汰（ONE N' ONLY）
  - 山下永玖（ONE N' ONLY）
  - 上村謙信（ONE N' ONLY）
  - 高尾颯斗（ONE N' ONLY）
  - 沢村玲（ONE N' ONLY）

### シングル
| 発売日        | タイトル                           | 規格        | 規格品番                 | 収録曲 |
| ------------- | ---------------------------------- | ----------- | ------------------------ | --- |
| 2021年2月24日 | FAKE MOTION －たったひとつの願い－ | CD+DVD      | TYCT-39148 (初回限定盤A) | 01.覚醒 02.エンドゲーム 03.花鳥風月 - Beauty of Nature - 04.SMASH 05.覚醒 (Instrumental) 06.エンドゲーム (Instrumental) 07.花鳥風月 - Beauty of Nature - (Instrumental) 08.SMASH (Instrumental) |
| 2021年2月24日 | FAKE MOTION －たったひとつの願い－ | CD+BOOK     | TYCT-39149 (初回限定盤B) | 01.覚醒 02.エンドゲーム 03.花鳥風月 - Beauty of Nature - 04.SMASH 05.覚醒 (Instrumental) 06.エンドゲーム (Instrumental) 07.花鳥風月 - Beauty of Nature - (Instrumental) 08.SMASH (Instrumental) |
| 2021年2月24日 | FAKE MOTION －たったひとつの願い－ | CD+BOOK     | TYCT-39150 (初回限定盤C) | 01.覚醒 02.エンドゲーム 03.花鳥風月 - Beauty of Nature - 04.SMASH 05.覚醒 (Instrumental) 06.エンドゲーム (Instrumental) 07.花鳥風月 - Beauty of Nature - (Instrumental) 08.SMASH (Instrumental) |
| 2021年2月24日 | FAKE MOTION －たったひとつの願い－ | CD          | TYCT-39151 (通常盤)      | 01.覚醒 02.エンドゲーム 03.花鳥風月 - Beauty of Nature - 04.SMASH 05.覚醒 (Instrumental) 06.エンドゲーム (Instrumental) 07.花鳥風月 - Beauty of Nature - (Instrumental) 08.SMASH (Instrumental) |
| 2021年2月24日 | FAKE MOTION －たったひとつの願い－ | CD+DVD+BOOK | D2CE-7524 (4形態セット)  | 01.覚醒 02.エンドゲーム 03.花鳥風月 - Beauty of Nature - 04.SMASH 05.覚醒 (Instrumental) 06.エンドゲーム (Instrumental) 07.花鳥風月 - Beauty of Nature - (Instrumental) 08.SMASH (Instrumental) |

### 夢幻泡影
「夢幻泡影」（むげんほうよう）は、King of Ping Pongの楽曲。2022年8月3日にVirgin Music (ユニバーサル ミュージック合同会社)から配信限定シングルとしてリリースされた。
歌唱メンバー
- 梵天丸高校
  - 武藤潤（原因は自分にある。）
  - 松村和哉（SUPER★DRAGON）
  - 米尾賢人（EBiDAN NEXT）
  - 桜木雅哉（原因は自分にある。）
  - 柏木悠（EBiDAN NEXT）

## ライブ
| コンサートタイトル 日時・場所                                                           | 出演者 | 備考                                |
| --------------------------------------------------------------------------------------- | --- | ----------------------------------- |
| FAKE MOTION 2021 SS LIVE SHOW 2021年3月25日 - 26日 東京都・東京ガーデンシアター         | 恵比寿長門学園 - 佐野勇斗、古川毅、橘柊生、吉澤要人、田中雅功、髙田彪我、髙松アロハ / 北村匠海 薩川大学付属渋谷高校 - 草川拓弥、小笠原海、村田祐基、船津稜雅、松尾太陽 八王子南工業高校 - 森崎ウィン、板垣瑞生、矢部昌暉、泉大智、ジャン海渡 浅草雷門高校 - 池田彪馬 天下布武学園 - 草川直弥、宮世琉弥、大倉空人 謙信ソルト電子工学院 - 関哲汰、山下永玖、上村謙信、高尾颯斗、沢村玲 信玄明王高校 - 志村玲於、杢代和人 | 朗読劇パートとライブパートの2部構成 |
| FAKE MOTION LIVE 2021 AW 2021年9月11日 - 12日 東京都・Zepp DiverCity                    | ONE N' ONLY 原因は自分にある。 |                                     |
| FAKE MOTION LIVE 2022 NY 2022年1月21日 - 22日 東京都・豊洲PIT                           | ONE N' ONLY 原因は自分にある。 Opening Act: EBiDAN NEXT |                                     |
| FAKE MOTION 2022 SMR LIVE SHOW 2022年10月12日 - 13日 東京都・かつしかシンフォニーヒルズ | 恵比寿長門学園 - 古川毅、田中洸希、吉澤要人、小泉光咲、長野凌大、近藤駿太 八王子南工業高校 - ジャン海渡 浅草雷門高校 - 池田彪馬 天下布武学園 - 大倉空人 信玄明王高校 - 志村玲於 梵天丸高校 - 武藤潤、松村和哉、米尾賢人、桜木雅哉、柴崎楽、飯島颯、柏木悠、伊藤壮吾 SUPER★DRAGON 原因は自分にある。 Opening Act: EBiDAN NEXT                                                                                           | 朗読劇パートとライブパートの2部構成 |

関連商品
- FAKE MOTION 2021 SS LIVE SHOW Blu-ray（2021年8月25日発売、ユニバーサルミュージック、品番：TYXT-10056）
- FAKE MOTION 2021 SS LIVE SHOW DVD（2021年8月25日発売、ユニバーサルミュージック、品番：TYBT-10071）

## イベント
- 「FAKE MOTION –卓球の王将-」オンラインファンミーティング
  - 2020年6月13日、14日、20日、21日[16] [17]
- 「FAKE MOTION-卓球の王将-」オンライン朗読劇[18] [19]
  - 2020年7月12日、恵比寿長門学園　/ 薩川大学付属渋谷高校
  - 2020年7月18日、薩川大学付属渋谷高校 / 都立八王子南工業高校
  - 2020年7月19日、恵比寿長門学園 / 都立八王子南工業高校

題名
恵比寿長門学園「ギフテッドなんていらない！」
薩川大学付属渋谷高校「名門薩川高校―3年生が2年生に残すもの―」
都立八王子南工業高校「命の灯」

## 漫画
FAKE MOTION -卓球の王将-
高橋伸輔によるコミカライズが、『月刊少年チャンピオン』（秋田書店）にて、2020年5月号から2021年4月号まで連載された。
FAKE MOTION -卓球の王将- エビ高卓球部活動日誌
漫画：九重ヤエ　ストーリー構成：おでんがんもによるコミカライズが、『LINEマンガ』内の『クロフネ×LINEマンガ』（リブレ）にて4月10日から連載。
書誌情報
- 汐留ヱビス商店街「FAKE MOTION –卓球の王将-」（原案）・おでんがんも（ストーリー構成）・九重ヤエ（漫画） 『FAKE MOTION -卓球の王将- エビ高卓球部活動日誌』 リブレ〈クロフネコミックス〉、全1巻
  1. 2020年6月23日発売、ISBN 978-4-799-74818-3

- 汐留ヱビス商店街「FAKE MOTION –卓球の王将-」（原案）・高橋伸輔（漫画） 『FAKE MOTION-卓球の王将-』 秋田書店〈少年チャンピオン・コミックス〉、全3巻
  1. 2020年8月6日発売、ISBN 978-4-253-25165-5
  2. 2021年4月8日発売、ISBN 978-4-253-25166-2
  3. 2021年4月8日発売、ISBN 978-4-253-25167-9

## 舞台

### FAKE MOTION -THE SUPER STAGE-
テレビドラマ「FAKE MOTION -卓球の王将-」を“シーズン1”として、西の高校生にスポットを当て、“卓球戦国時代”に突入した大阪を“シーズン2”とした舞台作品 。
2021年4月19日-5月2日 - 東京都・品川プリンスホテルステラボール
2021年4月24日、新型コロナウイルス感染拡大による緊急事態宣言に伴う、政府及び東京都の要請により、翌25日から5月2日までの公演を全て中止する事が発表された。

### 出演

#### 天下布武学園
- 織田佐之助：荒牧慶彦
- 今川義富：廣瀬智紀
- 斯波真一：定本楓馬
- 明智十兵衛：草川直弥
- 滝川勝：森田桐矢
- 丹羽秀樹：山縣悠己

#### 謙信ソルト電子工学院
- 上杉天真：高橋祐理
- 北条忠則：田村升吾
- 直江智弘：山下永玖
- 柿崎仁：上村謙信
- 宇佐美礼一：高尾颯斗
- 甘粕信太郎：沢村玲
- 山浦孝之：関哲汰

#### 信玄明王高校
- 武田不動：玉城裕規
- 真田空：志村玲於
- 真田海：岡本侑樹

### スタッフ
- 原案 - 汐留ヱビス商店街「FAKE MOTION -卓球の王将-」
- 脚本 - 小山正太
- 演出 - 植木豪
- 主題歌：「FAKE MOTION」（まふまふプロデュース）
- 主催：舞台「FAKE MOTION -卓球の王将-」製作委員会

関連商品
- FAKE MOTION -THE SUPER STAGE- Blu-ray（2021年10月6日発売予定、TCエンタテインメント、品番：TCBD-1102）
- FAKE MOTION -THE SUPER STAGE- DVD（2021年10月6日発売予定、TCエンタテインメント、品番：TCED-5829）

## アパレル
2020年9月5日、埼玉・さいたまスーパーアリーナで行われた「第31回 マイナビ 東京ガールズコレクション 2020 AUTUMN/WINTER ONLINE」中の「FAKE MOTION -卓球の王将-」の企画ステージで、SUPER★DRAGONの古川毅、田中洸希、ジャン海渡、ONE N' ONLYの草川直弥、関哲汰、山下永玖、上村謙信、高尾颯斗、沢村玲、原因は自分にある。の吉澤要人、杢代和人、他に、板垣瑞生、宮世琉弥がアパレルブランド「FAKE MOTION」の衣装を身にまとい、ランウェイを歩いた。その後、「FAKE MOTION」のアパレルブランドが設立され、翌日9月6日にオフィシャルサイトがことがオープンされることが発表された。

## アプリゲーム
『FAKEMOTION King of DOBON』は、株式会社StuDeeplが製作した日本のモバイルゲーム 。